# Григориопольский район
Григорио́польский райо́н (молд. Районул Григориопол) — административно-территориальная единица непризнанной Приднестровской Молдавской Республики.

## География
Григориопольский район расположен в центральной части Приднестровья, на левом берегу Днестра. Граничит с Дубоссарским и Слободзейским районами, Криулянским районом Молдавии, Фрунзовским и Велико-Михайловским районами Одесской области Украины.
Территория района составляет 822 км2.
Рельеф района представляет собой холмистую равнину с общин наклоном к югу. Максимальная высота — 210 м. Климат — умеренно континентальный. Среднегодовое количество осадков — 450 мм. Из почвы преобладает обыкновенный чернозём, имеются глинистые и тяжёлосуглинистые солончаки.

## История
Григориопольский район был образован 12 октября 1924 года в составе Молдавской АССР. 2 августа 1940 года район вошёл в состав Молдавской ССР как район прямого республиканского подчинения, не входящий в состав уездов МССР.
В 1941—1944 годах район находился под румынской оккупацией и входил в состав губернаторства Транснистрия.
С 31 января 1952 года по 15 июня 1953 года Григориопольский район вместе с рядом других районов входил в Тираспольский округ. После ликвидации окружного деления район вновь перешёл в непосредственное республиканское подчинение.
В 1958 году в связи с укрупнением районов Молдавии, район был расформирован, часть населённых пунктов, в том числе и Григориополь, отошли к Дубоссарскому району, а часть к Тираспольскому.
Григориопольский район был восстановлен указом Президиума Верховного Совета МССР от 21 июня 1971 года. В его состав вошли Гыртопский, Делакеуский, Кармановский, Колосовский и Шибский сельские Советы Дубоссарского района, а также Буторский, Красногорский, Малаештский, Спейский, Ташлыкский и Тейский сельские Советы Тираспольского района. Площадь района на тот момент составила 821 км², а население — 49,6 тыс. человек.

## Административное устройство
Григориопольский район образован 21 июня 1971 года с центром в поселке городского типа Григориополь.
В соответствии с Законом ПМР от 17 июля 2002 г. № 155-З-III (САЗ 02-29) на территории Григориопольского района выделяются следующие типы административно-территориальных единиц:
- городские населённые пункты (городские поселения, города) — населённые пункты, в которых проживает более 5000 человек и основная часть трудоспособного населения не занята в сельском хозяйстве;
- поселки — населённые пункты, которые не могут быть отнесены к категории городов, но для большей части активного населения, которых характер основной деятельности напрямую не связан с сельским хозяйством;
- сельские населённые пункты (сельские поселения) — села, поселки сельского типа, дачные поселки, основная часть населения которых занята в аграрном секторе. Среди них выделяются сельские Советы — административно-территориальные единицы, которые своими фиксированными границами охватывают один или несколько населённых пунктов вместе с находящимися в их ведении землями.

До принятия вышеуказанного закона в Григориопольском районе выделялись два поселка городского типа (Григориополь и Маяк) и 29 сельских населённых пунктов. В соответствии с Законом ПМР от 17 июля 2002 г. № 155-З-III Григориополь получил статус города, а поселок городского типа Маяк — статус поселка. Статус поселка получили также села Глиное, Карманово, Колосово.
В соответствии с Государственным реестром «Административно-территориальное устройство Приднестровской Молдавской Республики» в Григориопольском районе выделяются:
- Григориопольский городской совет (г. Григориополь, сёла Красная Горка, Делакеу и Красное);
- Глинойский поселковый совет (пос. Глиное);
- Маякский поселковый совет (пос. Маяк);
- Буторский сельский совет (сёла Бутор, Индия);
- Бычковский сельский совет (сёла Бычок, Нововладимировка);
- Винограднянский сельский совет (село Виноградное);
- Гыртопский сельский совет (сёла Гыртоп, Бруслаки, Мариян, Мокряки);
- Кармановский сельский совет (пос. Карманово, сёла Котовка, Мочаровка, Федосеевка);
- Колосовский сельский совет (пос. Колосово, сёла Красная Бессарабия, Победа);
- Красногорский сельский совет (село Красногорка);
- Малаештский сельский совет (сёла Малаешты, Черница);
- Спейский сельский совет (село Спея);
- Ташлыкский сельский совет (село Ташлык);
- Тейский сельский совет (сёла Тея, Токмазея);
- Шипкинский сельский совет (сёла Шипка, Весёлое);

Председатель  Совета  народных  депутатов  Григориопольского  района  и  города  Григориополь - Андрей  Викторович  Ковтун.
Глава государственной администрации Григориополя и Григориопольского района — Олег  Федорович  Габужа.

## Население
По данным государственной службы статистики ПМР население района на 1 января 2014 года составило 43 410 человек, на 1 января 2010 года —  44 756 человек.
На 1 января 2019 года население района составило 38 694 человека (из них 10 136 — городское, 28 558 — сельское, 18 320 — мужчины, 20 374 — женщины).
Национальный состав (перепись 2004 года):
- молдаване — 31085 чел. (64,76 %)
- русские — 8333 чел. (17,36 %)
- украинцы — 7332 чел. (15,28 %)
- немцы — 327 чел. (0,68 %)
- болгары — 240 чел. (0,50 %)
- белорусы — 187 чел. (0,39 %)
- гагаузы — 123 чел. (0,26 %)
- евреи — 26 чел. (0,05 %)
- другие — 347 чел. (0,72 %)
- Всего — 48000  чел. (100,00 %)

Национальный состав (по данным на 1 января 2019 года):
- молдаване — 25 152
- украинцы — 6 053
- русские — 6 652
- белорусы — 95
- гагаузы — 107
- немцы — 203
- болгары — 172
- поляки — 13
- другие — 247

## Экономика
В Григориопольском районе имеется 61,7 тыс. га сельскохозяйственных угодий, в том числе 51,9 тыс. га пашни. На этих землях работают 5,6 тыс. человек. В районе действуют 15 сельскохозяйственных предприятий, 62 фермерских и 46 крестьянских хозяйств, 7 сельхозпредприятий по переработке, приемке сельхозпродукции и оказанию услуг хозяйствам-производителям.
Промышленные предприятия производят: плёнку полимерную, полиэтиленовые трубы (ГУП «Григориопольский завод по производству полимерных изделий»); плодоовощные консервы (ЗАО «Григориопольский консервный завод») швейные изделия, одеяла и др. продукцию. ГП «Григориопольская шахта» ведёт добычу стенового и бутового камня, песка и гравия.

## Газификация
В 1990-е годы в районе высокими темпами осуществлялась государственная программа ПМР по газификации населённых пунктов. Её результатом стало проведение газопроводов к селам: Шипка, Красная Горка, Делакеу, Ташлык, Бутор, Бычок, Спея, Токмазея, Красное, Малаешты, Нововладимировка и пос. Маяк. Всего газифицировано 11 тысяч индивидуальных жилых домов и квартир, где проживают 45 тысяч жителей. Общая протяжённость газопроводов в районе составила 350 км. Строительство газопроводов продолжается.

## Социальный сектор
В районе функционируют 19 общеобразовательных школ, 22 детских дошкольных учреждения, детский Дом юного творчества, 16 домов культуры, 3 клуба, 26 библиотек, 3 музыкальные школы, 1 художественная школа, 2 музея, 1 кинотеатр, 7 народных коллективов.
Для занятий физической культурой и спортом в районе создана детско-юношеская спортивная школа, картодром, 11 футбольных полей, 26 спортивных сооружений.
Сеть медицинских учреждений района включает 2 больницы, 8 врачебных амбулаторий, 16 фельдшерско-акушерских пунктов, районная поликлиника, детская поликлиника, районный родильный дом, стоматологическая поликлиника.
В районе действуют 12 приходов Русской православной церкви.